# Pavel Benedikt Stránský
Pavel Benedikt Stránský (ur. 28 listopada 1978 w Uherské Hradiště) – duchowny starokatolicki, biskup i zwierzchnik Kościoła Starokatolickiego w Republice Czeskiej. Członek Międzynarodowej Konferencji Biskupów Starokatolickich.

## Życiorys
Pavel Stránský urodził się w Uherské Hradiště i wychował w wiosce Březolupy. W 1997 zdał maturę w Arcybiskupim Seminarium w Kromieryżu. Po ukończeniu służby wojskowej wstąpił w 1999 roku (pracę zakończył w 2017 roku) do czeskiej Policji. W latach 2003–2008 studiował teologię na Wydziale Teologicznym Uniwersytetu Palackiego w Ołomuńcu, a następnie ukończył tam również w 2014 roku język i literaturę czeską w zakresie kształcenia specjalnego. W 1998 roku zdecydował się przystąpić do Kościoła Starokatolickiego w Republice Czeskiej, a następnie zajął się organizowaniem parafii starokatolickiej w Zlinie. W latach 2010–2011 był dodatkowo duszpasterzem w parafii starokatolickiej w Brnie. 
W dniu 8 kwietnia 2016 roku został wybrany biskupem Kościoła Starokatolickiego w Republice Czeskiej. Święcenia biskupie ks. Stránskego odbyły się 1 kwietnia 2017 roku w klasztorze benedyktynów pod wezwaniem św. Markety w Břevnovie. Głównym konsekratorem był arcybiskup Utrechtu i przewodniczący Międzynarodowej Konferencji Biskupów Starokatolickich arcybiskup Joris Vercammen. Ingres do katedry starokatolickiej św. Wawrzyńca miał miejsce dzień później.
Bp dr Pavel Benedikt Stránský jest rozwodnikiem, obecnie jest żonaty z Verą Stránský. Z pierwszego małżeństwa ma syna Mateusza.

## Źródła
- Rozhovor s... Pavlem Benediktem Stránským (cz) (dostęp: 9.06.2016)
- Pavel Benedikt Stránský: Kněz ze Zlína chytal brutální vrahy! (cz) (dostęp: 9.06.2016)
- Stránský vyšetřoval kriminalitu páchanou na dětech, pak se ujal role mluvčího (cz) (dostęp: 9.06.2016). zlin.cz. [zarchiwizowane z tego adresu (2016-04-23)].
- Starokatolíci zvolili novým biskupem Pavla Stránského, nahradí Dušana Hejbala (cz) (dostęp: 9.06.2016)